# Rue du Rempart-Matabiau
Place Idir
Pour les articles homonymes, voir Rue du Rempart et Rue Matabiau.
La rue du Rempart-Matabiau (en occitan : escorsièra Matabiau) et la place Idir (en occitan : plaça Idir) sont deux voies de Toulouse, chef-lieu de la région Occitanie, dans le Midi de la France.

## Situation et accès

### Description
La rue du Rempart-Matabiau et la place Idir sont deux voies publiques. Elles se trouvent au nord du quartier Saint-Georges.
La chaussée compte une voie de circulation automobile à sens unique, du boulevard de Strasbourg vers la place Victor-Hugo. Elle appartient à une zone de rencontre et la vitesse y est limitée à 20 km/h. Il n'existe pas de piste, ni de bande cyclable, quoiqu'elle soit à double-sens cyclable.

### Voies rencontrées
La rue du Rempart-Matabiau rencontre les voies suivantes, dans l'ordre des numéros croissants :
1. Place Victor-Hugo
2. Place Idir
3. Boulevard de Strasbourg

### Transports
La rue du Rempart-Matabiau et la place Idir ne sont pas directement desservie par les transports en commun Tisséo. Elles se trouvent cependant à proximité immédiate du boulevard de Strasbourg et de la place Jeanne-d'Arc, où se trouvent la station Jeanne-d'Arc, sur la ligne de métro , et les arrêts des lignes de Linéo L1L9 et de bus 152329394570Aéroport.
Plusieurs stations de vélos en libre-service VélôToulouse se trouvent dans les rues voisines : les stations no 7 (6 rue du Rempart-Villeneuve) et no 16 (32 boulevard de Strasbourg).

## Odonymie

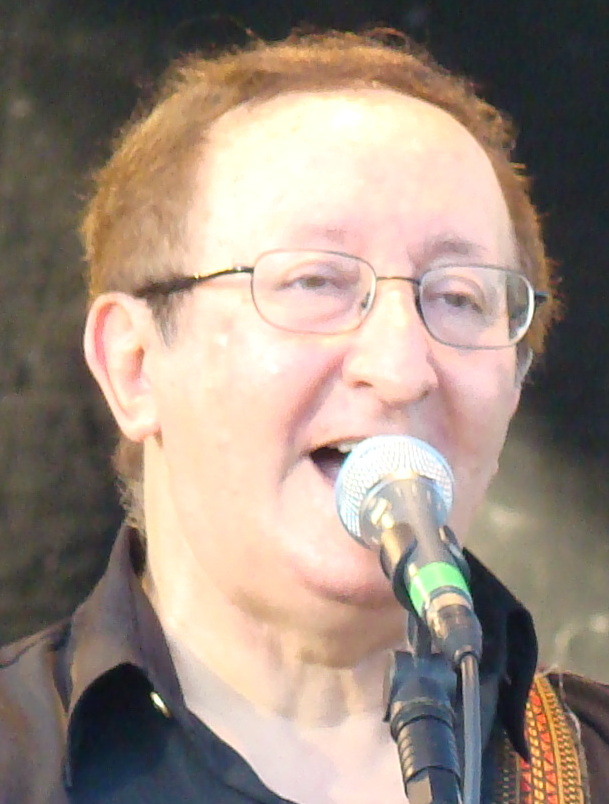
Le chanteur Idir lors d'un concert à Bondy en 2008.

Le nom de la rue du Rempart-Matabiau rappelle le tracé ancien du rempart qui ceinturait le bourg Saint-Sernin depuis le XIIIe siècle. Au XVIe siècle, c'était d'ailleurs simplement le chemin du Rempart. En 1794, pendant la Révolution française, on lui donna, avec l'actuelle rue du Rempart-Villeneuve qui la prolonge au sud, le nom de rue la Justice. En 1824, lorsque le rempart fut abattu, le qualificatif de Matabiau lui fut attribué : il lui venait de la proximité du lieu-dit de Matabiau (emplacement de l'actuelle place Jeanne-d'Arc).
Le 1er juillet 2022, le conseil municipal a attribué à l'espace situé à l'angle du boulevard de Strasbourg, sans dénomination, le nom d'Idir (1949?-2020). Il fut un chanteur, auteur-compositeur-interprète et musicien algérien d'expression kabyle.

## Patrimoine et lieux d'intérêt

### Kiosque Montariol
Le kiosque est construit entre 1931 et 1932 sur les plans de Jean Montariol pour la place Étienne-Esquirol. Il est déplacé dans les années 1950 et s'élève désormais au cœur de la petite place Idir. Il est représentatif du style Art déco que développe l'architecte à cette époque.
Il est bâti en béton armé, mais revêtu d'un enduit clair imitant la pierre. Il a six faces, percées sur ses cinq côtés de larges ouvertures. Un décor en mosaïque de grès de couleur permet d'animer les élévations : il prend place sous l'appui des ouvertures et dans les bandeaux qui les lient. Le kiosque est enfin surmonté d'une large toiture débordante qui protège les clients des intempéries,.

### Immeuble
- no  35 : immeuble Mayran-Lozes. 
Un premier immeuble est construit en 1871 pour M. Meyran, à l'angle de la rue du Rempart-Matabiau et de la rue de Bayard. En 1939, il est surélevé de deux étages, sur les plans des architectes Étienne Gogé et Marcel Simorre, pour le compte de Mme Lozes. 
Le bâtiment, bâti en brique, est d'un style haussmannien tardif, qui conserve les fenêtres rectangulaires et serrées, les garde-corps des balcons en fonte, mais avec des éléments de la modernité, avec les jeux de calepinage de la brique et les garde-corps en béton cannelé. La façade principale, sur la rue du Rempart-Matabiau, se développe sur cinq travées. Elle est rythmée par l'alternance de la brique simplement badigeonnée et des parties couvertes par un enduit clair[6].